# Lista över Albaniens premiärministrar
Detta är en lista över Albaniens premiärministrar.

## Lista över premiärministrar
| Nr                                    | Namn                 | Ämbetsperiod           |
| Självständigheten                     | Självständigheten    | Självständigheten      |
| ------------------------------------- | -------------------- | ---------------------- |
| 1                                     | Ismail Qemali        | 1912-1914              |
| 2                                     | Fejzi Bej Alizoti    | 1914-1914              |
| Furstendömet Albanien                 |                      |                        |
| 3                                     | Turhan Përmeti       | 1914                   |
| 4                                     | Esaad Pascha Toptani | 1914-1916              |
| 5                                     | Turhan Përmeti       | 1918-1920              |
| 6                                     | Sulejman Delvina     | 1920                   |
| 7                                     | Iliaz Vrioni         | 1920-1921 (1:a gången) |
| 8                                     | Pandeli Evangjeli    | 1921                   |
| 9                                     | Hasan Prishtina      | 1921                   |
| 10                                    | Idhomene Kosturi     | 1921                   |
| 11                                    | Xhafer Bej Ypi       | 1921-1922              |
| 12                                    | Ahmet Zogu           | 1922-1924 (1:a gången) |
| 13                                    | Shefqet Vërlaci      | 1924                   |
| 14                                    | Iliaz Vrioni         | 1924 (2:a gången)      |
| 15                                    | Fan S. Noli          | 1924                   |
| 16                                    | Iliaz Vrioni         | 1924-1925 (3:e gången) |
| Första republiken                     |                      |                        |
| 17                                    | Ahmet Zogu           | 1925-1928 (2:a gången) |
| Konungariket Albanien                 |                      |                        |
| 18                                    | Kostaq Kota          | 1928-1930 (1:a gången) |
| 19                                    | Pandeli Evangjeli    | 1930-1935              |
| 20                                    | Mehdi Frashëri       | 1935-1936 (1:a gången) |
| 21                                    | Kostaq Kota          | 1936-1939 (2:a gången) |
| Under italienskt styre                |                      |                        |
| 22                                    | Shefqet Vërlaci      | 1939-1941              |
| 23                                    | Mustafa Merlika      | 1941-1943              |
| 24                                    | Eqrem Libohova       | 1943                   |
| 25                                    | Maliq Bushati        | 1943                   |
| 26                                    | Eqrem Libohova       | 1943                   |
| Under tyskt styre                     |                      |                        |
| 27                                    | Mehdi Frashëri       | 1943 (2:a gången)      |
| 28                                    | Rexhep Mitrovica     | 1943-1944              |
| 29                                    | Fiqri Dine           | 1944                   |
| 30                                    | Ibrahim Biçakçiu     | 1944                   |
| Socialistiska folkrepubliken Albanien |                      |                        |
| 31                                    | Enver Hoxha          | 1944-1954              |
| 32                                    | Mehmet Shehu         | 1954-1981              |
| 33                                    | Adil Çarçani         | 1981-1991              |
| Republiken Albanien                   |                      |                        |
| 34                                    | Fatos Nano           | 1991 (1:a gången)      |
| 35                                    | Ylli Bufi            | 1991                   |
| 36                                    | Vilson Ahmeti        | 1991-1992              |
| 37                                    | Alexandër Meksi      | 1992-1997              |
| 38                                    | Bashkim Fino         | 1997                   |
| 39                                    | Fatos Nano           | 1997-1998 (2:a gången) |
| 40                                    | Pandeli Majko        | 1998-1999 (1:a gången) |
| 41                                    | Ilir Meta            | 1999-2002              |
| 42                                    | Pandeli Majko        | 2002 (2:a gången)      |
| 43                                    | Fatos Nano           | 2002-2005 (3:e gången) |
| 44                                    | Sali Berisha         | 2005-2013              |
| 45                                    | Edi Rama             | 2013 - idag            |